# Flip-book
Un flip-book, flip book, flipbook o anche flick book, in italiano folioscopio o, letteralmente, "libro pieghevole", nella sua definizione originale è un libriccino con una serie di immagini consequenziali che cambiano molto gradualmente da una pagina all'altra, in modo che quando le pagine vengono fatte scorrere in rapida successione, tali immagini sembrano prendere vita, animandosi e simulando un movimento. 
Spesso sono libri illustrati per bambini, ma possono anche essere rivolti agli adulti e impiegare una serie di fotografie anziché disegni. I libri pieghevoli non sono sempre pubblicati come prodotti autonomi, ma possono apparire come un plus in libri o riviste normali, spesso utilizzando gli angoli della pagina. Sono disponibili anche pacchetti software e siti Web che convertono file video digitali in flip-book personalizzati.

## Funzionamento
Invece di "leggere" da sinistra a destra, uno spettatore fissa semplicemente la stessa posizione delle immagini nel flip-book mentre le pagine vengono sfogliate con una velocità sufficiente per far funzionare l'illusione. Dunque la metodologia standard per "leggere" questa tipologia di libro è di tenerlo con una mano e sfogliare le sue pagine con il pollice dell'altra mano. La parola tedesca per flip-book - Daumenkino, che si traduce in "cinema pollice", si riferisce proprio a questo processo.

## Nei fumetti
Nel mondo dei fumetti un flip-book è un albo che contiene due storie diverse, ognuna delle quali comincia su uno dei due lati del volume, che possiede pertanto due copertine distinte. Questo sistema può essere utilizzato per presentare un personaggio nuovo senza pubblicare un volume a parte oppure per far uscire insieme i racconti di due personaggi diversi con uno stesso tema oppure per mettere insieme una storia lunga e alcuni racconti brevi dello stesso personaggio.

## Sul Web
Un flip-book online è una pubblicazione in formato HTML5 che contiene degli effetti di animazione video e audio che rendono il documento sfogliabile come se fosse un libro cartaceo. Esistono diverse piattaforme che consentono di creare flip-book partendo da documenti digitali .pdf o di altro formato e successivamente di caricarli online per farli visualizzare dagli utenti del sito web. Alcune delle piattaforme online più utilizzate sono Issuu, Calaméo, FlipbookPDF e FlipHTML5.